# جام حذفی فوتبال ایتالیا ۱۰–۲۰۰۹
کوپا ایتالیا ۱۰–۲۰۰۹ شصت و سومین فصل این مسابقات بود. مسابقات در ۲ اوت ۲۰۰۹ آغاز شد و در ۵ مهٔ ۲۰۱۰ به پایان رسید. مانند سال قبل، ۷۸ باشگاه در مسابقات شرکت کردند. در فینال، اینتر میلان با یک گل رم را شکست داد و برای ششمین بار قهرمان کوپا ایتالیا شد.